# 스쿠데리아 알파타우리

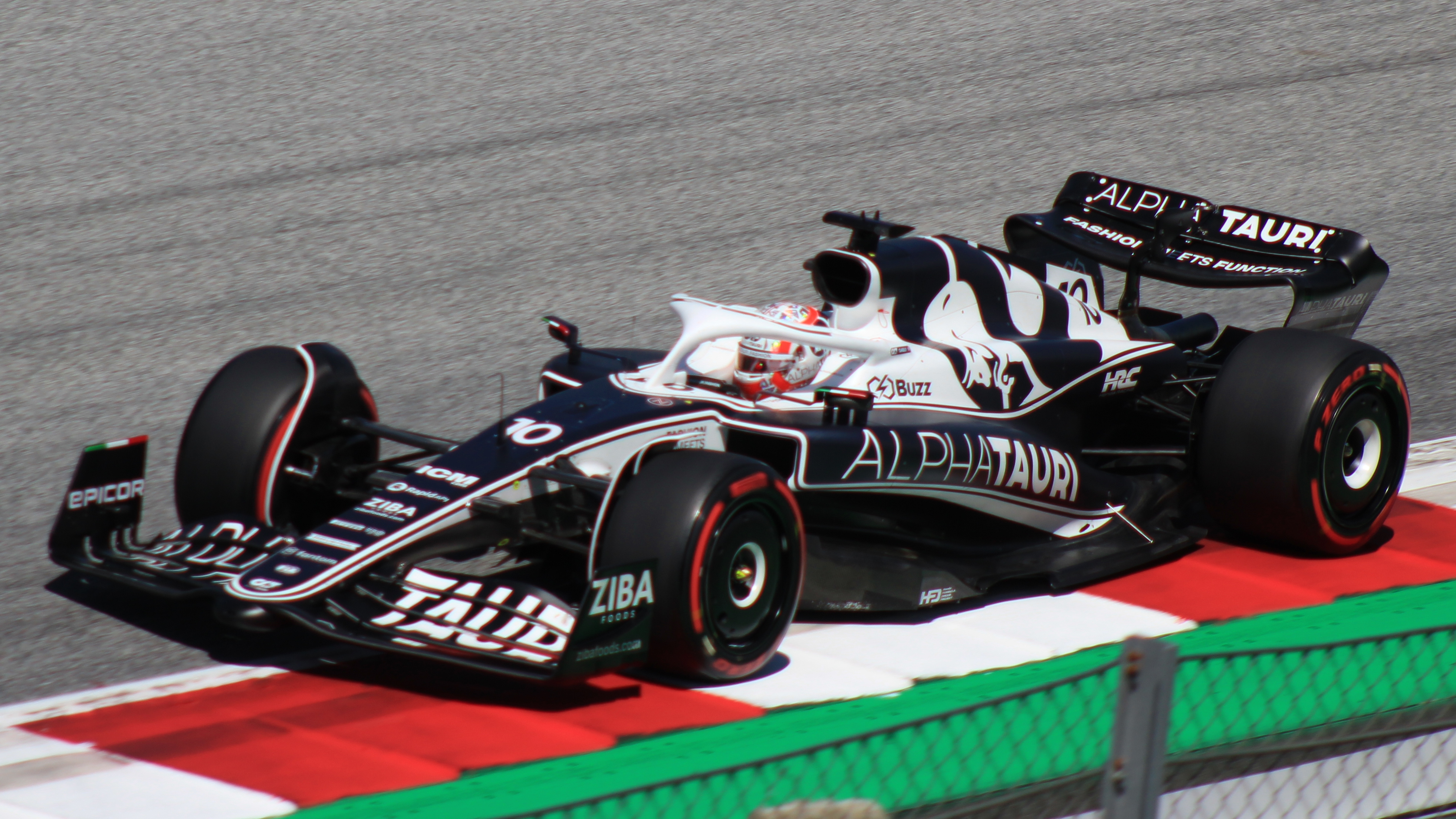

스쿠데리아 알파타우리(영어: Scuderia AlphaTauri)는 오스트리아의 포뮬러 원 팀이었다. 레드불 레이싱과 함께 오스트리아의 음료 회사인 레드불이 소유했었다.
2020년 포뮬러 원 시즌부터 자사의 패션 브랜드 홍보를 위해 "토로로소"에서 "알파타우리"로 이름을 변경하였다. 그동안 레드불 레이싱의 2군팀 정도로 인식되어 왔지만 감독인 프란츠 토스트와 고문인 헬무트 마르코은 알파타우리는 더 이상 레드불 레이싱의 주니어팀이 아니라 자매팀이라고 밝혔다.
2024 시즌을 앞두고 RB 포뮬러 원 팀으로 리브랜딩 되었다.